# Meeting de Paris 2025
Il Meeting de Paris 2025 è stata la 40ª edizione dell'annuale meeting di atletica leggera, ottava tappa del circuito Diamond League 2025. Le competizioni hanno avuto luogo presso  lo Stadio Sébastien Charléty di Parigi il 20 giugno 2025.

## Programma
| # | Orario | Specialità             |
| - | ------ | ---------------------- |
| 1 | 19:50  | Salto triplo           |
| 2 | 20:08  | 3000 metri siepi       |
| 3 | 21:04  | 400 metri ostacoli     |
| 4 | 21:15  | 800 metri piani        |
| 5 | 21:41  | Lancio del giavellotto |
| 6 | 21:43  | 110 metri ostacoli     |
| 7 | 21:59  | 1500 metri piani       |
| 8 | 22:27  | 5000 metri piani       |

| # | Orario | Specialità         |
| - | ------ | ------------------ |
| 1 | 20:05  | Salto con l'asta   |
| 2 | 20:10  | Lancio del disco   |
| 3 | 21:06  | Salto in alto      |
| 4 | 21:23  | 3000 metri siepi   |
| 5 | 21:51  | 400 metri piani    |
| 6 | 22:08  | 200 metri piani    |
| 7 | 22:20  | 100 metri ostacoli |
| 8 | 22:50  | 1500 metri piani   |

     Specialità valide per la Diamond League

## Risultati
Di seguito i primi tre classificati di ogni specialità.

### Uomini
| Specialità             | 1º classificato | Prestazione | 2º classificato        | Prestazione | 3º classificato        | Prestazione |
| 800 m                  | Mohamed Attaoui | 1'42"73     | Josh Hoey              | 1'43"00     | Bryce Hoppel           | 1'43"11     |
| 1500 m                 | Azeddine Habz   | 3'27"49     | Phanuel Koech          | 3'27"72     | George Mills           | 3'28"36     |
| 5000 m                 | Yomif Kejelcha  | 12'47"84    | Birhanu Balew          | 12'48"67    | Graham Blanks          | 12'49"51    |
| 110 m hs               | Trey Cunningham | 13"00 =     | Dylan Beard            | 13"02       | Jason Joseph           | 13"07 =     |
| 400 m hs               | Rai Benjamin    | 46"93       | Abderrahman Samba      | 47"09       | Trevor Bassitt         | 48"14       |
| 3000 m siepi           | Lamecha Girma   | 8'07"01     | Salaheddine Ben Yazide | 8'11"68     | Getnet Wale            | 8'12"58     |
| Salto triplo           | Jordan Scott    | 17,27 m     | Hugues Fabrice Zango   | 17,21 m     | Thomas Gogois          | 17,11 m     |
| Lancio del giavellotto | Neeraj Chopra   | 88,16 m     | Julian Weber           | 87,88 m     | Luiz Maurício da Silva | 68,14 m     |

     Prestazione che stabilisce il nuovo record del meeting.

### Donne
| Specialità       | 1º classificato    | Prestazione | 2º classificato     | Prestazione | 3º classificato   | Prestazione |
| 200 m            | Anavia Battle      | 22"27       | Amy Hunt            | 22"45       | McKenzie Long     | 22"49       |
| 400 m            | Marileidy Paulino  | 48"81       | Salwa Eid Naser     | 48"85       | Martina Weil      | 49"83       |
| 1500 m           | Nelly Chepchirchir | 3'57"02     | Sarah Healy         | 3'57"15     | Birke Haylom      | 3'57"50     |
| 100 m hs         | Grace Stark        | 12"21       | Tobi Amusan         | 12"24       | Ackera Nugent     | 12"30       |
| 3000 m siepi     | Faith Cherotich    | 8'53"37     | Peruth Chemutai     | 8'54"41     | Sembo Almayew     | 9'01"22     |
| Salto in alto    | Nicola Olyslagers  | 2,00 m      | Jaroslava Mahučich  | 1,97 m      | Eleanor Patterson | 1,97 m      |
| Salto con l'asta | Katie Moon         | 4,73 m      | Sandi Morris        | 4,73 m      | Emily Grove       | 4,63 m      |
| Lancio del disco | Valarie Allman     | 67,56 m     | Jorinde van Klinken | 66,42 m     | Yaime Perez       | 65,03 m     |

     Prestazione che stabilisce il nuovo record del meeting.